# Digital Underground
Digital Underground est un groupe américain de hip-hop, originaire d'Oakland, en Californie. La formation du groupe change au fur et à mesure des albums. Le meneur de Digital Underground, Greg Shock G Jacobs (Humpty Hump), forme le groupe en 1987 avec Jimi Chopmaster J Dright, originaire de Berkeley, et le disc jockey Kenneth Kenny-K Waters, originaire de Tampa, en Floride.
Inspiré par différents groupes funk des années 1970, Digital Underground reprend fréquemment ce genre musical, qui deviendra un élément essentiel du rap West Coast. Digital Underground est également notable pour avoir lancé la carrière de Tupac Shakur, et d'autres projets parallèles et solos comme Raw Fusion, Saafir et le chanteur Mystic. Après la publication du single Doowutchyalike, accompagné de son clip en 1989, le groupe se popularise grâce à The Humpty Dance en 1990. Digital Underground part en tournée pendant presque toute l'année 2008, en Europe, au Japon, au Canada, en Australie et aux États-Unis. Shock G et Money-B sont les seuls membres à participer à chaque album. D'autres contributeurs clés du groupe incluent David DJ Fuze Elliot, et le producteur Jeremy J-Beats Jackson, qui assisteront Jacobs au développement sonore.
Après près de vingt ans de tournée, Shock G annonce officiellement la séparation du groupe en 2008. Peu après l'annonce, le groupe confirme un tout dernier album, ..Cuz a D.U. Party Don't Stop!.

## Biographie

### Débuts et premiers albums
Jacobs passe la quasi-totalité de sa jeunesse à Tampa, en Floride, et New York. Fondé en 1987, le groupe se veut militant, et à l'image de l'activisme social des Black Panthers. Cependant, Public Enemy gagnant en popularité, Jacobs décide d'attribuer à son groupe une direction plus fantaisiste.
Le groupe publie son premier album, Sex Packets, en janvier 1990 sur le label Tommy Boy, après le succès de deux single. Le premier, Doowutchyalike, est un succès modéré, et le deuxième, The Humpty Dance, se classe 7e aux Hot R&B/Hip-Hop Songs, 11e au Billboard Hot 100 et 20e aux Hot Dance Club Songs. Sex Packets se compose d'éléments P-funk, d'interludes orientées jazz, et un mélange d'échantillons sonores et d'instrumentations qui lui permettent d'être certifié disque de platine par la RIAA. Il atteint également la 24e place du Billboard 200.
This Is an EP Release est le premier EP du groupe, publié en 1991 sur les labels Jake Records et Tommy Boy, duquel sont issus les singles Tie the Knot et Same Song qui font partie de la bande originale du film Tribunal fantôme avec Dan Aykroyd, Chevy Chase, Demi Moore, et John Candy. Tie the Knot, est un concentré de passages au piano et d'interprétations comiques issues de Bridal Chorus. Tupac Shakur fait ses débuts dans l'album, plus précisément dans le titre Same Song. L'album est certifié disque d'or par la RIAA, et atteint la 29e place du Billboard 200.
Le deuxième album du groupe, Sons of the P, inclut deux singles, No Nose Job et Kiss You Back, ce dernier faisant participer la chanteuse Boni Boyer. Des rumeurs courraient selon lesquelles Kiss You Back était coécrit et joué par George Clinton, mais, en réalité, son nom apparaît dans les crédits à cause de l'usage du titre (Not Just) Knee Deep de Funkadelic. Cependant, il participe activement à l'écriture et à l'enregistrement du single-titre Sons of the P,. L'album et le single-titre Kiss You Back sont certifiés disques d'or par la RIAA.

### The Body-Hat SyndromeetFuture Rhythm
Digital Underground publie son troisième album, The Body-Hat Syndrome le 5 octobre 1993 sur le label Tommy Boy, à la période durant laquelle la scène hip-hop est dominée par le gangsta rap, en particulier le type G-funk de Dr. Dre. Par conséquent, la popularité du groupe décline significativement, et l'album est un échec commercial, bien qu'il atteigne la 79e place du Billboard 200.
Ils reviennent près de trois ans plus tard avec leur quatrième album et premier album indépendant Future Rhythm, qui se compose de deux titres présents dans le film Spoof Movie des frères Wayans. Ces deux titres sont Food Fight, avec Del tha Funkee Homosapien, et We Got More avec Luniz. L'album contient également un premier jet musical du rappeur Sly Boogy, à l'époque encore membre du groupe Black Spooks, qui apparaît dans le titre Fool Get a Clue.

### Derniers albums et séparation
Huit ans après le premier album du groupe, Digital Underground publie Who Got the Gravy?, le 8 septembre 1998 qui atteint la 91e place du Top R&B/Hip-Hop Albums.
Le dernier album de Digital Underground, ..Cuz a D.U. Party Don't Stop!, est publié le 20 mai 2008. Peu avant sa publication, le groupe annonce sa séparation définitive. Money-B explique que Shock G éprouvait de l'intérêt à écrire un ouvrage et à explorer une musique qu'il ne pouvait pas faire sous le nom de Digital Underground. Le 18 mai 2010, The Greenlight EP est publié et inclut des chansons inédites de Digital Underground.

## Discographie

### Albums studio
- 1990 : Sex Packets
- 1991 : Sons of the P
- 1993 : The Body-Hat Syndrome
- 1996 : Future Rhythm
- 1998 : Who Got the Gravy?
- 2008 : ..Cuz a D.U. Party Don't Stop!

### EPs
- 1991 : This Is an EP Release
- 2010 : The Greenlight EP

### Bandes originales
- 1991 : Nothing but Trouble (Original Soundtrack)
- 1996 : Don't Be a Menace to South Central While Drinking Your Juice in the Hood
- 1997 : Oakland Soul: The Bay Area Soundtrack
- 2003 : Tupac: Resurrection

### Compilations
- 1991 : Yo! Rap Hits
- 1999 : The Lost Files
- 2001 : No Nose Job: The Legend of Digital Underground
- 2002 : Outrageous Rap
- 2003 : Playwutchyalike: The Best of Digital Underground
- 2005 : Rhino Hi-Five: Digital Underground
- 2007 : Songs You Know: Ol' Skool Hip Hop
- 2008 : Westside Bugg Presents... The Best of The West

### Singles
| 1988                                                                 | Underwater Rimes                                       | —  | —  | —  | —  | —  | —  | —  | Sex Packets             |
| 1989                                                                 | Doowutchyalike                                         | —  | —  | —  | —  | —  | —  | 79 | Sex Packets             |
| 1990                                                                 | The Humpty Dance                                       | 11 | 7  | 20 | —  | —  | —  | 80 | Sex Packets             |
| 1990                                                                 | Doowutchyalike (Remix) / Packet Man                    | —  | 29 | —  | —  | —  | —  | —  | Sex Packets             |
| 1990                                                                 | Packet Man (The C.J. Mackintosh Remixes) (Europe only) | —  | —  | —  | —  | —  | —  | —  | Sex Packets             |
| 1990                                                                 | Freaks of the Industry (US promo only)                 | —  | —  | —  | —  | —  | —  | —  | Sex Packets             |
| 1991                                                                 | Same Song                                              | —  | —  | 15 | 61 | —  | —  | 52 | This Is an E.P. Release |
| 1991                                                                 | Nuttin' Nis Funky (US only)                            | —  | —  | —  | —  | —  | —  | —  | This Is an E.P. Release |
| 1991                                                                 | Kiss You Back                                          | 40 | 13 | —  | 50 | 31 | —  | —  | Sons of the P           |
| 1992                                                                 | No Nose Job                                            | —  | 28 | —  | —  | —  | 42 | —  | Sons of the P           |
| 1993                                                                 | The Return of the Crazy One                            | —  | 77 | —  | —  | —  | —  | —  | The Body-Hat Syndrome   |
| 1994                                                                 | Wussup wit the Luv                                     | —  | 99 | —  | —  | —  | —  | —  | The Body-Hat Syndrome   |
| 1996                                                                 | Oregano Flow                                           | —  | 75 | —  | —  | —  | —  | —  | Future Rhythm           |
| 1996                                                                 | Walk Real Kool (US only)                               | —  | —  | —  | —  | —  | —  | —  | Future Rhythm           |
| 1998                                                                 | Wind Me Up (US promo only)                             | —  | —  | —  | —  | —  | —  | —  | Who Got the Gravy       |
| 1998                                                                 | The Mission (US promo only)                            | —  | —  | —  | —  | —  | —  | —  | Who Got the Gravy       |
| « — » montre qu'aucun single n'a atteint de classement dans ce pays. |                                                        |    |    |    |    |    |    |    |                         |

### DVD
- 2004 : Digital Underground: Raw and Uncut